# Dreispitz-Konusspinne
Die Dreispitz-Konusspinne (Cyclosa oculata) ist eine Art der Webspinnen innerhalb der Familie der Echten Radnetzspinnen (Araneidae).

## Beschreibung
Cyclosa oculata weist eine unscheinbare Färbung auf. Das Prosoma ist dunkelbraun bis schwarz; das Sternum weist gelegentlich helle Flecken auf. Das Opisthosoma (Hinterleib) zeigt eine dunkle rotbraune bis schwarze Grundfärbung mit heller, dorsaler Fleckenzeichnung. Es ist posterior (hinten) durch drei Fortsätze spitz über die Spinnwarzen hinaus verlängert und besitzt anterior (vorne, dorsal) zwei weitere Höcker. Adulte Exemplare können vorwiegend in den Monaten Mai und Juni angetroffen werden.
Geschlechtsdimorphismus:
- Männchen: Es wird eine Körperlänge von etwa 4 mm erreicht. Der Pedipalpus zeigt eine rechteckig gebogene, distale Apophyse (Fortsatz mit langer Spitze). Eine weitere, mediane Apophyse mit zwei distalen Zacken. Der Embolus ist lang und kräftig.[1]
- Weibchen: Die Körperlänge beträgt 5 bis 6 mm. Die Epigyne ist durch einen langen, auffällig gebogenen Scapus gekennzeichnet.[1]

## Verbreitung und Lebensraum
Innerhalb Europas ist die Art von Spanien ostwärts bis Russland, südwärts bis Italien, Teile des Balkans und Griechenland sowie nordwärts bis Dänemark und zu den baltischen Staaten verbreitet. Außerhalb Europas reicht das Verbreitungsgebiet über den Kaukasus, Russland und Zentralasien bis nach China. Die Habitate werden durch sonniges, trockenes Ödland und sandige Biotope dargestellt und finden sich vorwiegend in wärmebegünstigten Arealen.

## Lebensweise
Cyclosa oculata legt ihr Radnetz in Bodennähe an, oftmals in Heidekrautbeständen (Erica, Calluna). Das Netz weist circa 30 Radien auf. Es besitzt ein markantes zentrales, 3-4 cm langes vertikal verlaufendes Stabiliment, welches mit den Resten der Beutetiere behangen wird. Die zentrale Nabe bleibt frei. Die Spinne verharrt dort gut getarnt auf Beutetiere wartend. Der Eikokon wird ebenfalls am Stabiliment befestigt, worin sich Cyclosa oculata von anderen Cyclosa-Arten unterscheidet. Es werden ein oder mehrere, bräunliche Kokons angelegt, die circa 5 mm lang und 2,5 mm breit sind. Die Eier sind ockerfarben und werden innerhalb des Kokons durch bräunliche Seide geschützt.

Unter Versuchsbedingungen zeigte sich, dass Cyclosa oculata in Situationen wie der bevorstehenden Häutung oder witterungsbedingt das Fangnetz nicht abbaut und stattdessen ein rudimentäres Radnetz anlegt, um weiterhin in dessen Zentrum zu verharren. 

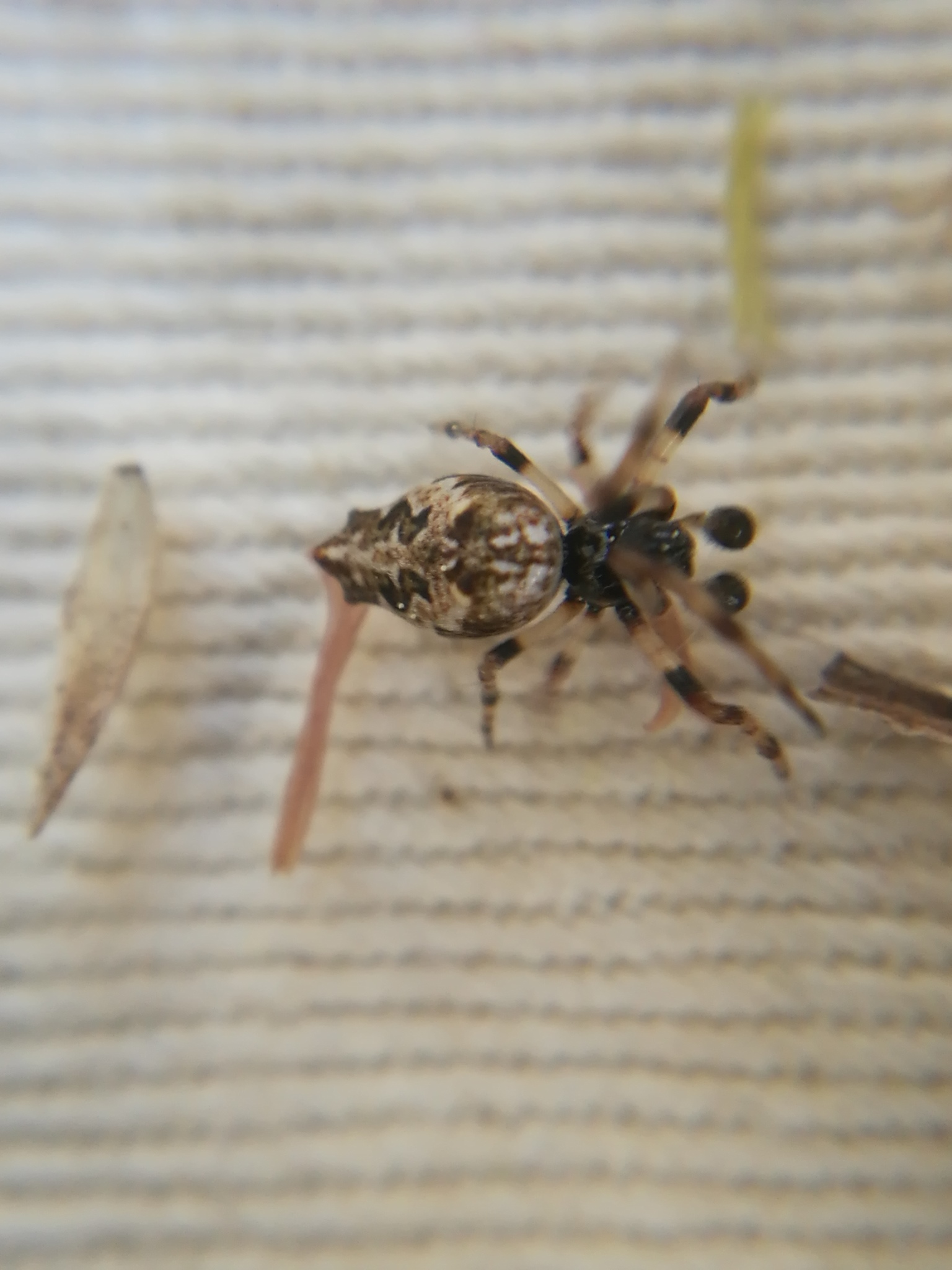
C. oculata, Männchen

## Gefährdung
Cyclosa oculata wird allgemein nur selten gefunden. Die Art wird und auf der Roten Liste gefährdeter Arten in Tschechien (gefährdet), Deutschland (ungefährdet; mäßig häufig, stabile Populationen), der Slowakei (selten) und Teilen Polens geführt. Innerhalb Deutschlands ist die Art vermutlich gefährdet in Brandenburg, selten, aber ungefährdet in Berlin und Nordrhein-Westfalen, gefährdet in Sachsen, sehr gefährdet in Sachsen-Anhalt sowie extrem selten in Mecklenburg-Vorpommern.

## Systematik
Das Taxon wurde 1802 unter der Bezeichnung Aranea oculata durch Charles Athanase Walckenaer aufgestellt (Walckenaer, C. A. (1802): Faune parisienne; Insectes; ou Histoire abrégée des insectes de environs de Paris. Paris 2, 187-250.). Wichtige Synonyme sind:
- Epeira oculata Walckenaer, 1805
- Epeira oculata Walckenaer, 1841
- Cyrtophora oculata Simon, 1864
- Singa oculata L. Koch, 1870
- Singa tuberculata Reinhard, 1874
- Cyrtophora oculata Bösenberg, 1901